# Vía Claudia Augusta

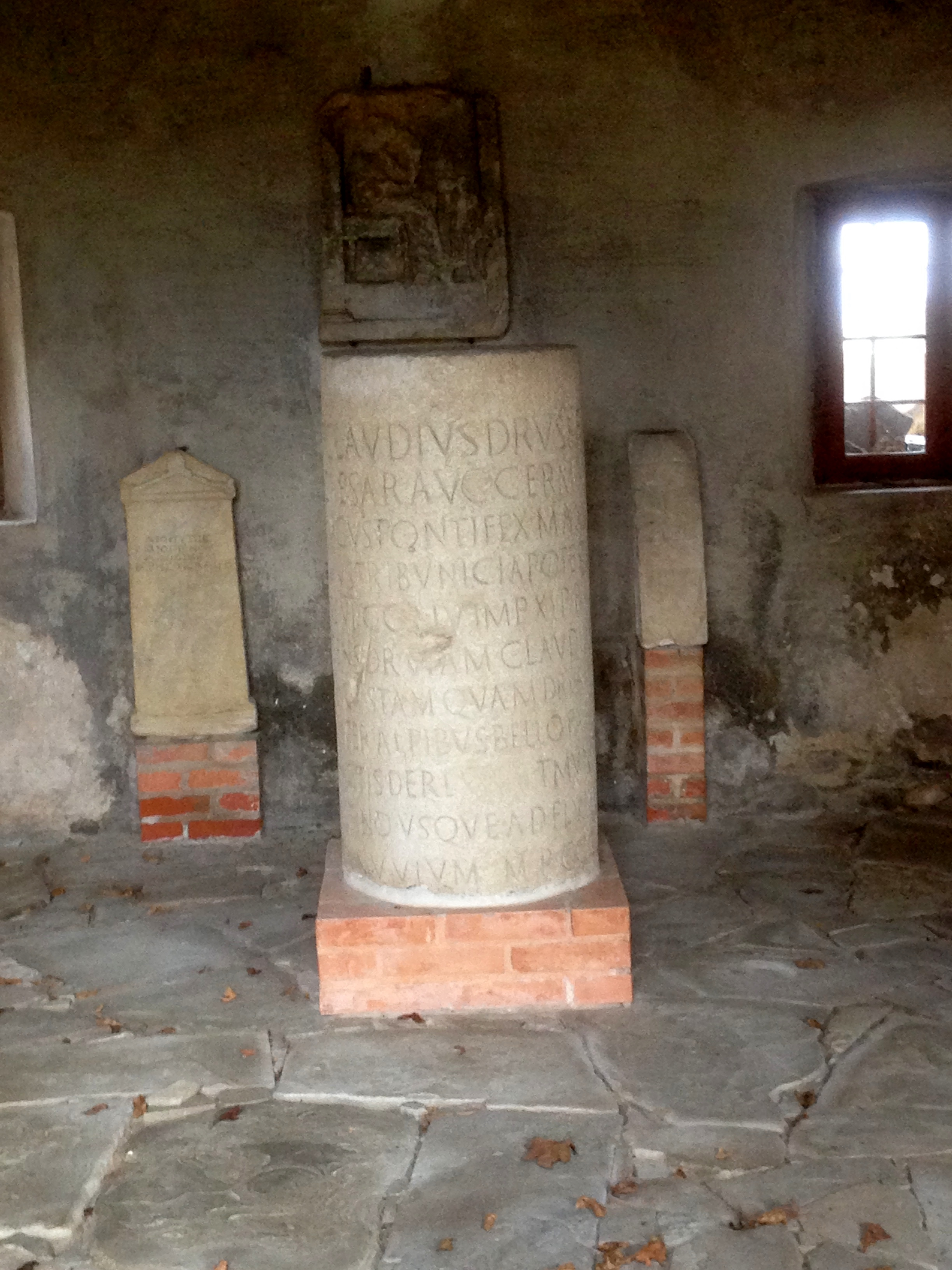
Miliario procedente de Cesio (Italia), levantado por el emperador Claudio recordando la construcción de la vía por su padre Druso el Mayor, indicando que hasta el Danubio había 350 millas romanas.

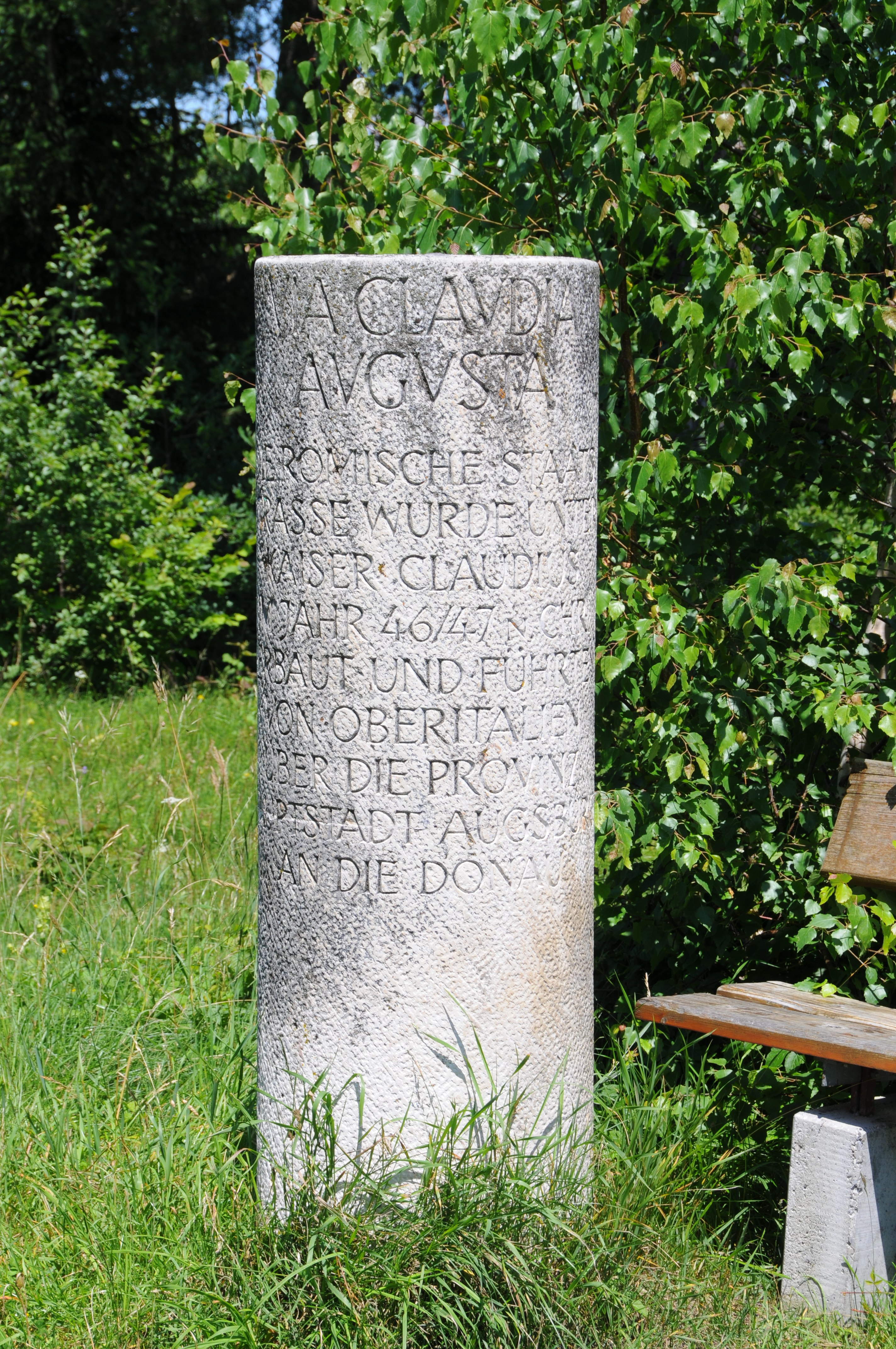
Réplica moderna de un miliario romano de la Via Claudia Augusta cerca de Unterdießen, Baviera.

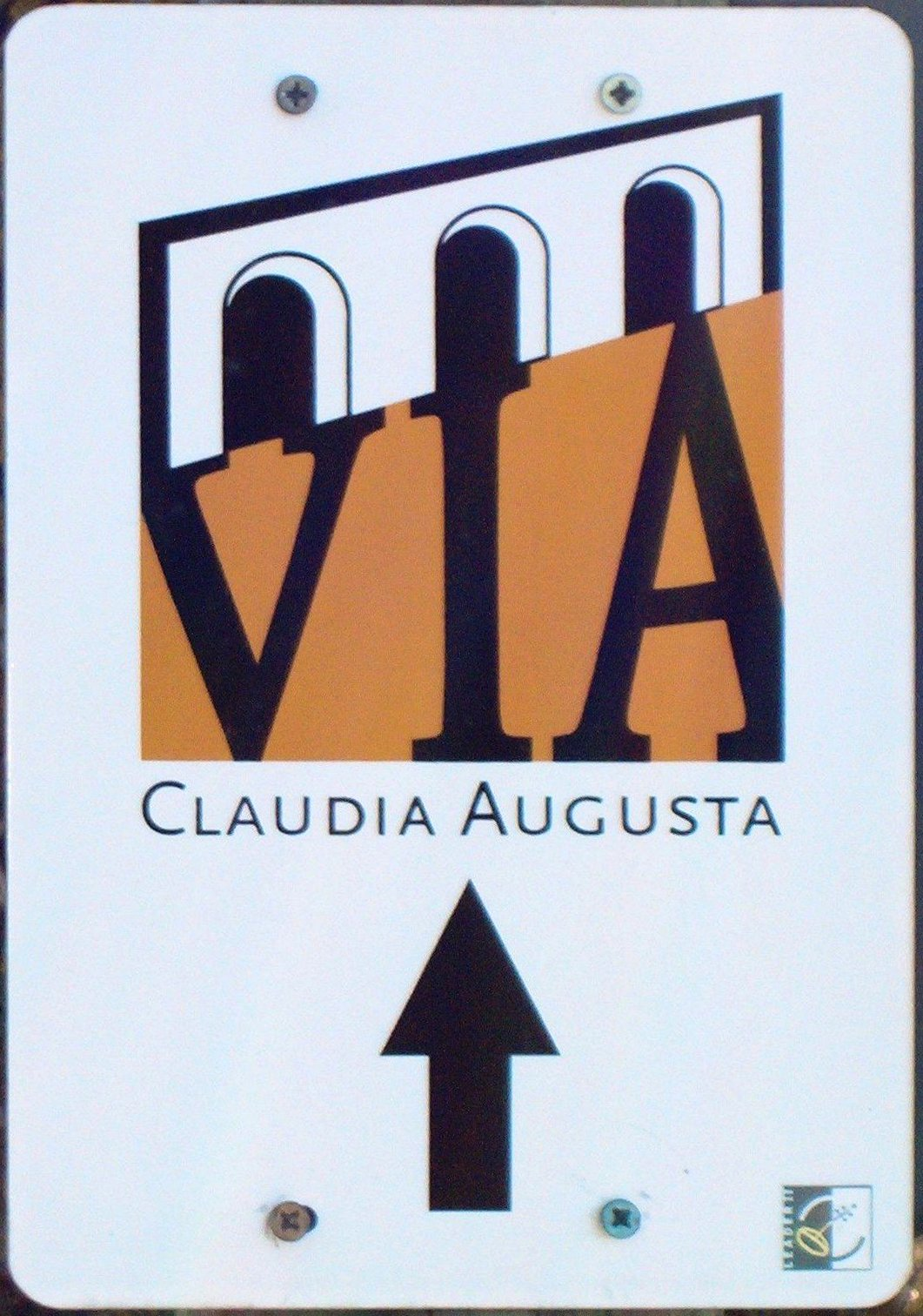
Señal moderna de un tramo restaurado de la via cerca de Unterdießen, Baviera.

La vía Claudia Augusta fue la mayor de las calzadas romanas que atravesaron los Alpes en tiempos del Imperio romano, comunicando la zona de la desembocadura del río Po y la antigua región de Recia. Por tanto, el camino se extendía entre el mar Adriático y el curso alto del río Danubio. 

## Historia
Fue construida en el año 15 a. C. por Druso, que siendo un joven jefe militar, hijo adoptivo del emperador Augusto, dirigía la campaña militar en Nórico, actual Austria. Fue ampliada y terminada en el año 47, por orden del hijo de Druso, el emperador Claudio, del cual tomó el nombre el camino.
Desde 2007, el Sitio Arqueológico Giontech, en Mezzocorona (Kronmetz) (Italia), actúa como el Centro Internacional de Investigación Vía Claudia Augusta, dirigido por David Tomasi, con el apoyo de la Fundación Piana Rotaliana y el Gobierno de la Ciudad de Mezzocorona (Kronmetz).

## Tramo
La ruta se iniciaba en Altinum (Altino), seguía por Tridentum (Trento), regiones de Italia, y llegaba a la actual Donauwörth, en la región alemana de Baviera.
La ruta sigue existiendo, y desde la década de 1990 aumentó el interés del senderismo de larga distancia y el ciclismo, que han hecho populares entre los turistas los tramos de Alemania y Austria de la Vía Claudia Augusta, con el resultado que la señalización moderna identifica la trayectoria revitalizada. 